# Hyde Heath
Hyde Heath är en by i Buckinghamshire i England. Byn är belägen 41,5 km 
från Buckingham. Orten har 1 035 invånare (2015).